# 巨大災害 MEGA DISASTER 地球大変動の衝撃
『巨大災害 MEGA DISASTER 地球大変動の衝撃』（きょだいさいがい メガ ディザスター ちきゅうだいへんどうのしょうげき）は、NHK総合で2014年から『NHKスペシャル』で不定期でシリーズで放送されている日本のドキュメンタリー特別番組。

## 概要
地球上に将来起こり得るとされる、「異常気象」「スーパー台風」「巨大地震」「火山大噴火」「豪雨」といった巨大災害の脅威にシリーズで司会を務めるタモリが迫る。

## 出演者

### 司会
- タモリ

### 進行
- 上條倫子（NHKアナウンサー、「無印」）
- 久保田祐佳（NHKアナウンサー、「II」）

### 解説

#### 無印
第1回「第1集 異常気象 暴走する大気と海の大循環」（2014年8月30日）
- 木本昌秀（東京大学大気海洋研究所教授）

第2回「第2集 スーパー台風 海の異変の最悪シナリオ」（2014年8月31日）
- 坪木和久（名古屋大学教授）

第3回「第3集 巨大地震 見えてきた脅威のメカニズム」（2014年9月20日）
- 小平秀一（海洋研究開発機構上席研究員）

第4回「第4集 火山大噴火 迫りくる地球規模の異変」（2014年9月21日）
- 藤井敏嗣（火山噴火予知連絡会会長）

第5回「日本に迫る脅威 激化する豪雨」（2014年11月15日）
- 木本昌秀（東京大学大気海洋研究所教授）
- 菅井賢治（NHK社会部災害担当デスク）

#### II
第1回「第1集 極端化する気象 海と大気の大変動」（2015年9月5日）
- 木本昌秀（東京大学大気海洋研究所教授）

第2回「第2集 大避難 命をつなぐシナリオ」（2015年9月6日）
- 河田惠昭（関西大学教授）

### ナレーション
- 武内陶子（NHKアナウンサー）

## 放送日・内容
| 回数                                     | サブタイトル                              | 放送日                                  | 放送時間（JST）                         |
| 巨大災害 MEGA DISASTER 地球大変動の衝撃  | 巨大災害 MEGA DISASTER 地球大変動の衝撃   | 巨大災害 MEGA DISASTER 地球大変動の衝撃 | 巨大災害 MEGA DISASTER 地球大変動の衝撃 |
| ---------------------------------------- | ----------------------------------------- | --------------------------------------- | --------------------------------------- |
| 第1回                                    | 第1集 異常気象 暴走する大気と海の大循環   | 2014年8月30日                           | 19:30 - 20:43                           |
| 第2回                                    | 第2集 スーパー台風 海の異変の最悪シナリオ | 2014年8月31日                           | 21:00 - 21:49                           |
| 第3回                                    | 第3集 巨大地震 見えてきた脅威のメカニズム | 2014年9月20日                           | 21:00 - 21:49                           |
| 第4回                                    | 第4集 火山大噴火 迫りくる地球規模の異変   | 2014年9月21日                           | 21:00 - 21:49                           |
| 第5回                                    | 日本に迫る脅威 激化する豪雨               | 2014年11月15日（土曜日）                | 21:00 - 21:58                           |
| 巨大災害 MEGA DISASTER II 日本に迫る脅威 |                                           |                                         |                                         |
| 第1回                                    | 第1集 極端化する気象 海と大気の大変動     | 2015年9月5日                            | 19:30 - 20:43                           |
| 第2回                                    | 第2集 大避難 命をつなぐシナリオ           | 2015年9月6日                            | 21:00 - 21:49                           |
| 第3回                                    | 第3集 火山列島 地下に潜むリスク           | 2015年10月4日                           | 21:00 - 21:49                           |
| 第4回                                    | 第4集 地震列島 見えてきた新たなリスク     | 2016年4月3日                            | 21:00 - 21:49                           |

## 関連商品

### DVD・ブルーレイ
- NHKスペシャル　巨大災害 MEGA DISASTER 地球大変動の衝撃 第1 - 5集（DVD-BOX 全5枚セット）

## 主要スタッフ
- 音楽：和田貴史
- 語り：武内陶子（NHKアナウンサー）
- 声の出演：青二プロ、81プロデュース
- タイトルCG：和田幸久
- シミュレーションCG：平田耕一
- 演出：平川敦士
- 技術：斎藤文彦、重永明義、熊谷年啓
- 撮影：柿崎耕、田窪一男、末岡範晃、斎藤文彦、沙魚川大介、小林太、和田圭太
- 音声：佐々木健護、塩田貢、赤井田卓郎、高橋正吾、中野健二
- 照明：三浦孝仁、原直弘
- 美術：南屋武弘
- 映像技術：松島史明、山田高央
- 映像デザイン：宮澤央義、小澤雅夫
- CG制作：増村美都、伊藤崇仁、増村美都
- VFX：高畠和哉、田畑英之
- 音響効果：滝澤俊和、米田達也
- 編集：西谷和家、日高隆志、岡田耕治、水上慎之介
- コーディネーター：秋山英城、井上亜木、溝口尚美
- リサーチャー：早崎宏治、カトリン・ヒスキー
- 取材：島川英介、柴淳一、小島康英、三宅大作
- ディレクター：武田壮平、中嶋昌克、荒井直人、今村精悟、城光一、滌弘修平
- 制作統括：中村淳、鈴木伸元、白川友之、菅井賢治、崔洋一、松本卓臣
- 制作協力：田辺エージェンシー
- 制作・著作：NHK